# Todd McFarlane’s Spawn
Todd McFarlane's Spawn ist eine US-amerikanische Zeichentrickserie, die auf den gleichnamigen Comics von Todd McFarlane basiert.

## Inhalt
Al Simmons ist Spawn. Damit er seine Frau Wanda wiedersehen kann,  schließt er nach seinem Tod mit dem Teufel Malebolgia ein Pakt. Dadurch wird Al Simmons zu einem Dämon und bekommt neue Kräfte. Er soll der Anführer der Hölle sein und gegen den Himmel kämpfen, jedoch ist Spawn auf beiden Seiten dagegen. Als er fünf Jahre nach seinem Tod ins Leben zurückkehrt, stellt er fest, dass sich viele Dinge in ihm und um ihn herum verändert haben.

## Synchronisation
| Rolle               | Englischer Sprecher  |
| ------------------- | -------------------- |
| Al Simmons / Spawn  | Keith David          |
| Nicholas Cogliostro | Richard Dysart       |
| Wanda Blake         | Dominique Jennings   |
| Jason Wynn          | John Rafter Lee      |
| Clown               | Michael Nicolosi     |
| Violator            | James Hanes          |
| Lilly               | Jennifer Jason Leigh |

## Veröffentlichung
Die insgesamt 18 Folgen wurden in drei Staffeln ausgestrahlt. Die Erstausstrahlung in den USA fand ab dem 16. Mai 1997 bei HBO statt.

## Episodenliste

### Staffel 1
| Nr. (ges.) | Nr. (St.) | Deutscher Titel | Originaltitel        | Erstausstrahlung USA | Deutschsprachige Erstausstrahlung (nicht veröffentlicht) |
| ---------- | --------- | --------------- | -------------------- | -------------------- | -------------------------------------------------------- |
| 1          | 1         | –               | Burning Visions      | 16. Mai 1997         | –                                                        |
| 2          | 2         | –               | Evil Intent          | 23. Mai 1997         | –                                                        |
| 3          | 3         | –               | No Rest, No Peace    | 30. Mai 1997         | –                                                        |
| 4          | 4         | –               | Dominoes             | 6. Juni 1997         | –                                                        |
| 5          | 5         | –               | Souls in the Balance | 16. Juni 1997        | –                                                        |
| 6          | 6         | –               | End Games            | 30. Juni 1997        | –                                                        |

### Staffel 2
| Nr. (ges.) | Nr. (St.) | Deutscher Titel | Originaltitel        | Erstausstrahlung USA | Deutschsprachige Erstausstrahlung (nicht veröffentlicht) |
| ---------- | --------- | --------------- | -------------------- | -------------------- | -------------------------------------------------------- |
| 7          | 1         | –               | Home, Bitter Home    | 15. Mai 1998         | –                                                        |
| 8          | 2         | –               | Access Denied        | 22. Mai 1998         | –                                                        |
| 9          | 3         | –               | Colors of Blood      | 29. Mai 1998         | –                                                        |
| 10         | 4         | –               | Send in the KKKlowns | 5. Juni 1998         | –                                                        |
| 11         | 5         | –               | Death Blow           | 12. Juni 1998        | –                                                        |
| 12         | 6         | –               | Hellzapoppin         | 19. Juni 1998        | –                                                        |

### Staffel 3
| Nr. (ges.) | Nr. (St.) | Deutscher Titel | Originaltitel         | Erstausstrahlung USA | Deutschsprachige Erstausstrahlung (nicht veröffentlicht) |
| ---------- | --------- | --------------- | --------------------- | -------------------- | -------------------------------------------------------- |
| 13         | 1         | –               | The Mindkiller        | 23. Mai 1999         | –                                                        |
| 14         | 2         | –               | Twitch Is Down        | 24. Mai 1999         | –                                                        |
| 15         | 3         | –               | Seed of the Hellspawn | 25. Mai 1999         | –                                                        |
| 16         | 4         | –               | Hunter's Moon         | 26. Mai 1999         | –                                                        |
| 17         | 5         | –               | Chasing the Serpent   | 27. Mai 1999         | –                                                        |
| 18         | 6         | –               | Prophecy              | 28. Mai 1999         | –                                                        |